# Varbergstunneln

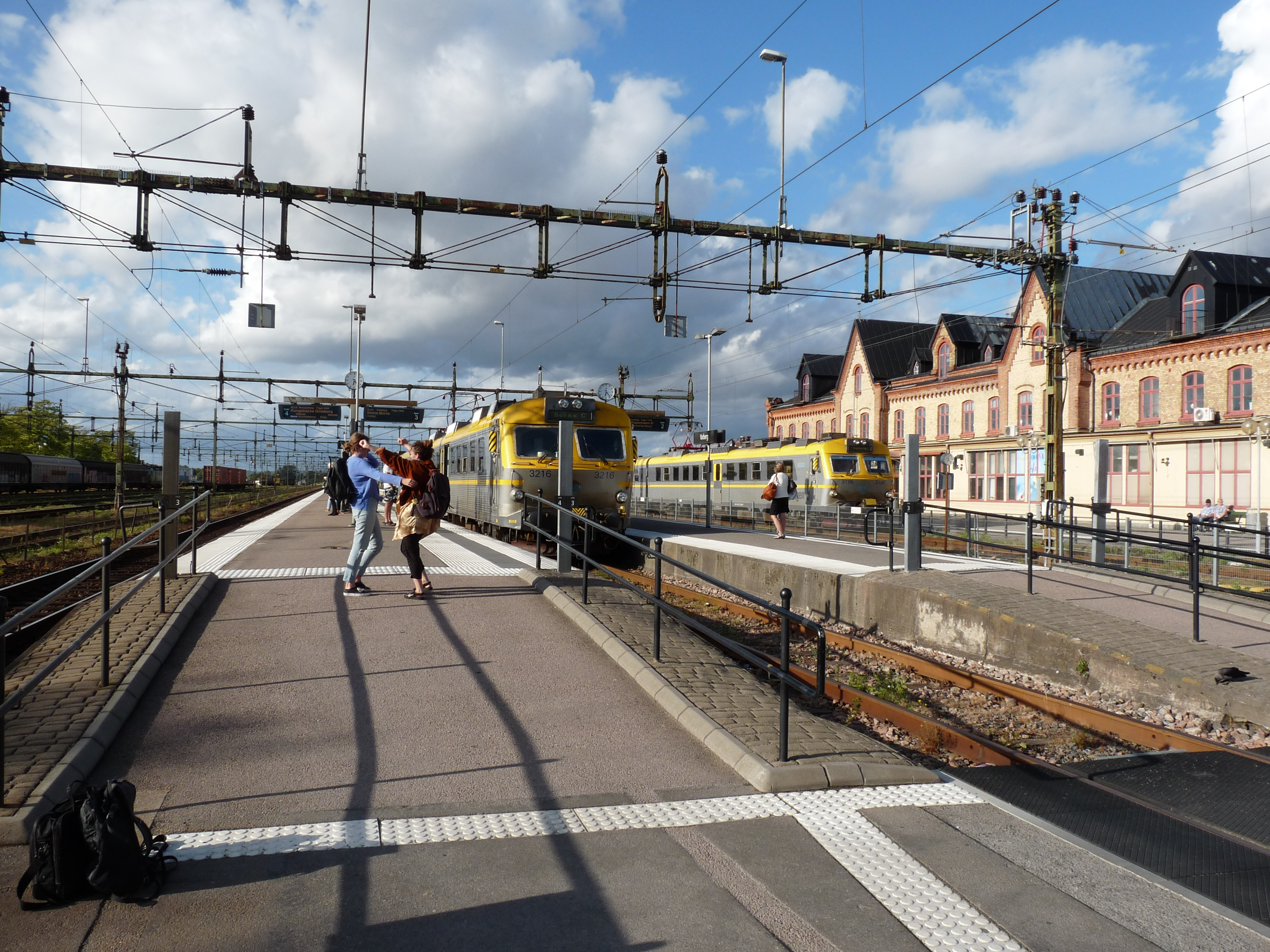
Perrong vid Varbergs tidigare järnvägsstation år 2018.

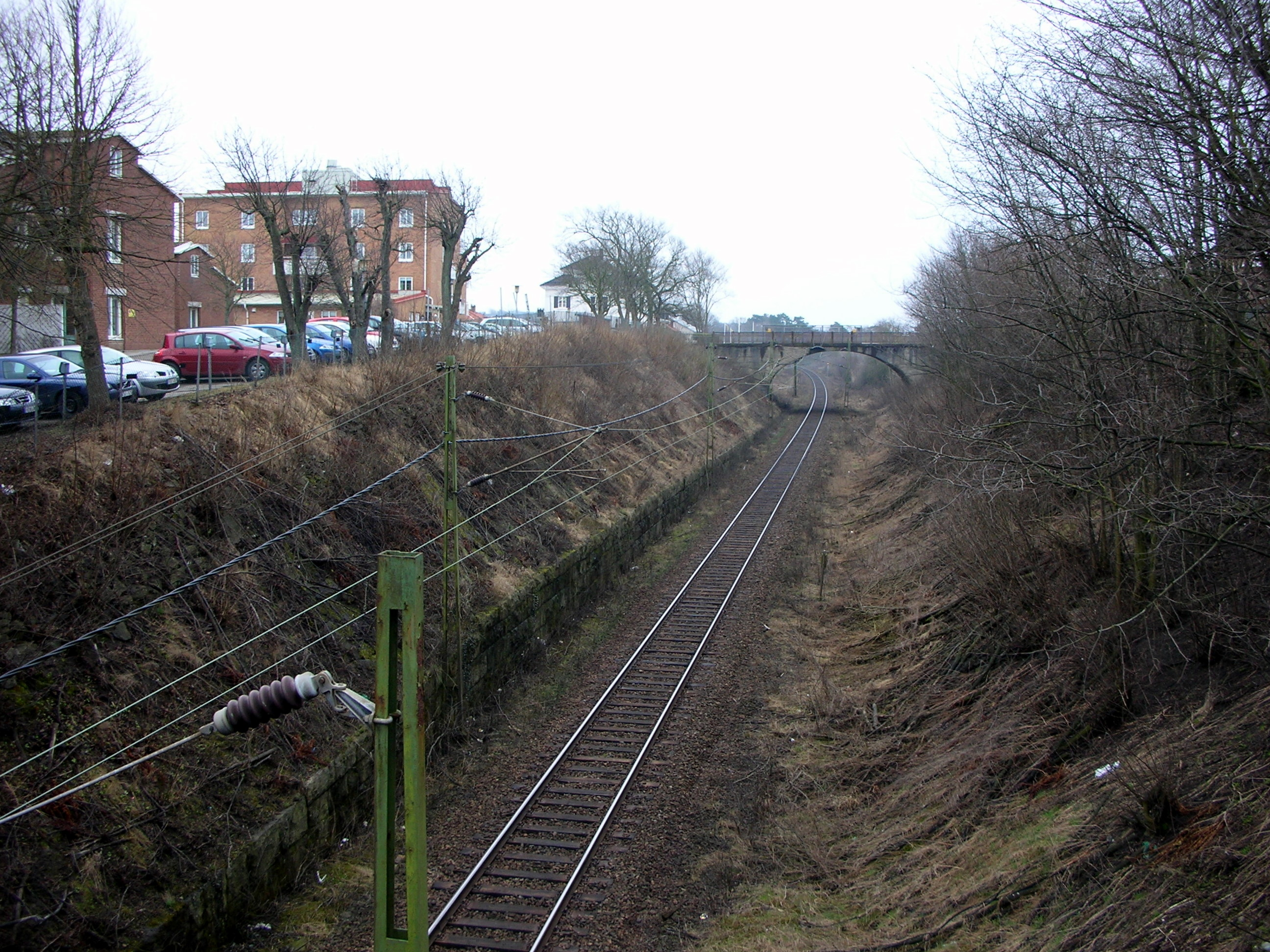
Tidigare enkelspår genom Varberg som ersatts av två underjordiska spår.

Varbergstunneln är en cirka tre kilometer lång dubbelspårig järnvägstunnel på Västkustbanan under centrala Varberg. Tunneln ersatte det tidigare enkelspåret som fram till sommaren 2025 genomkorsade de centrala delarna av Varberg. 
Frågan om dubbelspår genom Varberg började utredas 1986. Banverket beslutade 1998 att detta skulle ske i tunnel under staden. Efter ansökan om tillåtlighet enligt miljöbalken, beslutade regeringen i mars 2013 att tillåta tunnelutbyggnaden. Projektets järnvägsplan fastställdes i november 2017 och vann laga kraft i maj 2018. Bygget av tunneln inleddes i december 2019 och planerades vara färdigt 2024. Efter problem med inträngande vatten i tunneln försenades trafikstarten till juli 2025. Genomslag i servicetunneln skedde i december 2022 och sex månader senare, i maj 2023, skedde genomslag i järnvägstunneln. 9 juni 2025 stängdes enkelspåret genom Varberg av och inkopplingen av järnvägstunneln till Västkustbanan påbörjades. Varbergs nya station invigdes 13 juli 2025, och öppnade för trafik dagen därpå.

## Historik
Varberg fick järnvägsförbindelse längs kusten med Halmstad och Göteborg på 1880-talet, då Mellersta Hallands Järnväg och Göteborg–Hallands Järnväg öppnades 1886 respektive 1888. Dessa järnvägar uppgick sedermera i Västkustbanan. Den 6,7 kilometer långa sträckan mellan Varberg och Hamra var då enkelspårig.
Frågan om en utbyggnad till dubbelspår på Västkustbanan genom Varberg har diskuterats sedan 1980-talet, då en utredning (VKB 86) om kostnader för dubbelspårsutbyggnad genomfördes. Syftet med dubbelspåret var för att kunna öka kapaciteten på järnvägen.  Utredningen blev färdig 1988 och samma år tillstyrkte Varbergs kommun att järnvägen byggdes ut till dubbelspår genom tätorten, på villkor att det skedde på ett miljömässigt acceptabelt sätt. Banverket inledde 1992 arbetet med en banutredning för utbyggnad till dubbelspår på sträckan Getterövägen–Hamra. I denna utredning övervägdes tre alternativ: utbyggnad i befintligt läge, tunnel under staden eller ny sträckning öster om Varberg. Både kommunen och länsstyrelsen tillstyrkte tunnelalternativet, då de högre kostnaderna bedömdes uppvägas av miljömässiga fördelar.
År 1998 beslutade Banverket att utbyggnad till dubbelspår på Västkustbanan skulle ske i tunnel under Varberg. Därefter påbörjades en järnvägsutredning med miljökonsekvensbeskrivning, men utredningsarbetet avbröts och återupptogs då miljöbalken trädde i kraft 1999. En förstudie om dubbelspårsutbyggnaden Varberg–Hamra presenterades år 2000, för att uppfylla de nya krav som miljöbalken medförde. Förutsättningarna för de tre alternativen utbyggnad i befintligt läge, tunnel under staden och ny sträckning öster om Varberg utreddes på nytt i förstudien. I sina remissvar förordade kommunen och länsstyrelsen tunnelalternativet. Föreningen Östra spåret var motståndare till en tunnel och förespråkade ny järnvägssträckning öster om staden med en ny extern järnvägsstation, på samma sätt som gjorts i grannstaden Falkenberg.
År 2001 beslutade Banverket att det fortsatta utredningsarbetet skulle inriktas på alternativen ”Tunnel under staden” och ett ”nollalternativ”. Därefter genomfördes en järnvägsutredning med miljökonsekvensbeskrivning, som blev färdig i februari 2002 och redovisade konsekvenserna av två tunnelalternativ: "stadsmiljötunnel" (SMTÖ) och "centrumtunnel" (CT). Alternativet SMTÖ innebär att en 3,1 kilometer lång tunnel byggs under centrala Varberg. I ett öppet tråg 200 meter norr om den nuvarande stationen byggs en ny station och en ny bangård mellan stationen och Getteröns naturreservat. Alternativet CT innebär en annan sträckning för tunneln, längre österut, och den nya stationen byggs då 350 meter nordost om den nuvarande.
Banverket beslutade den 17 september 2003 att alternativet SMTÖ skulle ligga till grund för det fortsatta arbetet med järnvägsplanen. Våren 2006 lämnade Banverket ärendet till regeringen för prövning enligt 17 kap. miljöbalken (tillåtlighetsprövning), med hemställan att regeringen skulle tillåta utbyggnad av Västkustbanan på sträckan Varberg–Hamra enligt järnvägsutredningens alternativ SMTÖ. Efter att ärendet remissbehandlats och kompletterats i flera omgångar beslutade regeringen den 21 mars 2013 att tillåta utbyggnaden till dubbelspår enligt alternativ SMTÖ.
Våren 2010 lades Varbergstunneln in som ett nytt objekt i regeringens nationella plan för transportsystemet för åren 2010−2021. Beskedet presenterades av infrastrukturminister Åsa Torstensson på en presskonferens på Varbergs station.
I augusti 2015 presenterades Trafikverkets miljökonsekvensbeskrivning, som godkändes av länsstyrelsen i september. Järnvägsplanen för Varbergstunneln blev färdig i mars 2016 och ställdes därefter ut för granskning under våren. Järnvägsplanen fastställdes av Trafikverket den 2 november 2017. Efter överklagande fastställdes Trafikverkets beslut av regeringen den 31 maj 2018.
Varbergs kommunfullmäktige antog detaljplanerna för Varbergstunneln den 23 maj 2017. Efter överklagande vann planerna laga kraft i januari 2018.
År 2017 ansökte Trafikverket om vattendom hos Mark- och miljödomstolen vid Vänersborgs tingsrätt. Mark- och miljödomstolen, som meddelade dom i målet i november 2018, gav tillstånd att leda bort inläckande grundvatten under tunnelarbetet och genomföra arbeten inom Natura 2000-området Getteröns fågelreservat. Trafikverket överklagade domen till Mark- och miljööverdomstolen vid Svea hovrätt och yrkade att vissa villkor i tillståndet skulle ändras. Genom Mark- och miljööverdomstolens dom, som meddelades i februari 2020, ändrades villkoren på några av de punkter som Trafikverket yrkat.

## Genomförande

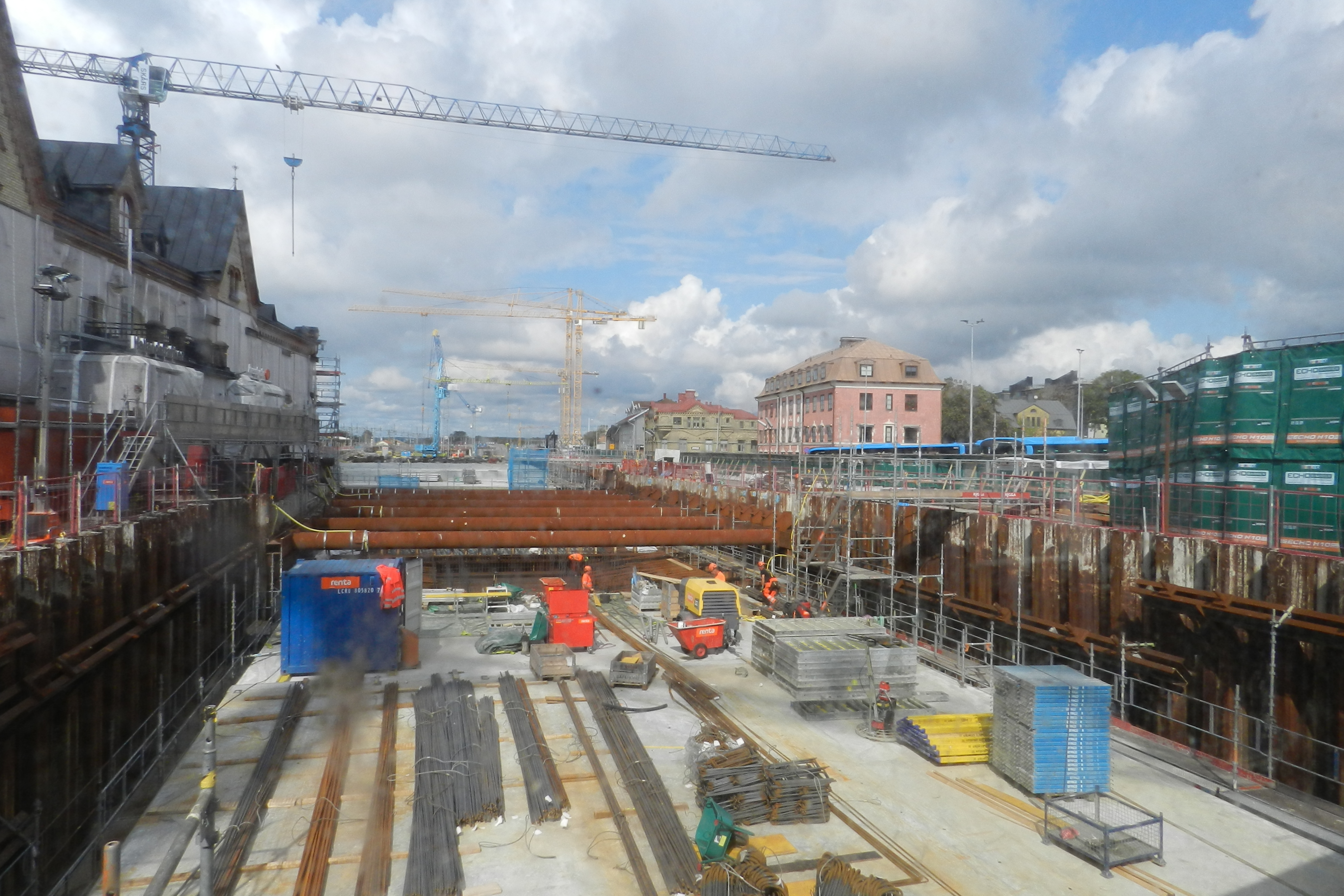
Bygget av Varbergstunneln (här framför Varbergs station) augusti 2023.

Senast 2018 skulle bygget påbörjas enligt genomförande- och finansieringsavtalet. Kontrakt skrevs juni 2018 med byggföretaget Implenia till priset 3,5 miljarder. Byggstart skedde i december 2019 och trafiköppning planerades då till slutet av 2024.
När järnvägsspåret genom Varberg lagts i tunnel var det tänkt att även Stena Lines färjeläge på färjelinjen Varberg–Grenå skulle flyttas. Varbergs kommun och Stena Line kom dock inte överens om förutsättningarna för ett nytt färjeläge, framför allt avseende kostnaderna, och färjelinjen flyttades till färjelinjen Halmstad–Grenå i början av 2020. Det rapporterades 2017 att kostnaden för en ny färjehamn i Varberg hade beräknats till 293 miljoner kronor. I september 2021 beräknades kostnaden för tunneln att öka med 1,1 miljard kronor på grund av bergets kvalitet och ökade råvarupriser.
Genomslag i tunneldrivningen för den parallella servicetunneln skedde 21 december 2022. I maj 2023 meddelade Trafikverket att trafikstarten försenas med ett halvår från december 2024 till juli 2025 på grund av problem med inläckande vatten i tunneln. Genomslag i järnvägstunneln skedde den 26 maj 2023. I maj 2025 hölls Varbergs tunnellopp, en löpartävling som delvis gick inne i servicetunneln till järnvägstunneln. Inför inkopplingen av tunneln till järnvägsnätet stängdes järnvägstrafiken genom Varberg av den 9 juni 2025, vilket påverkade både Västkustbanan och Viskadalsbanan. Nya Varbergs station invigdes 13 juli. Trafikstart i Varbergstunneln skedde den 14 juli 2025.

## Alternativa förslag

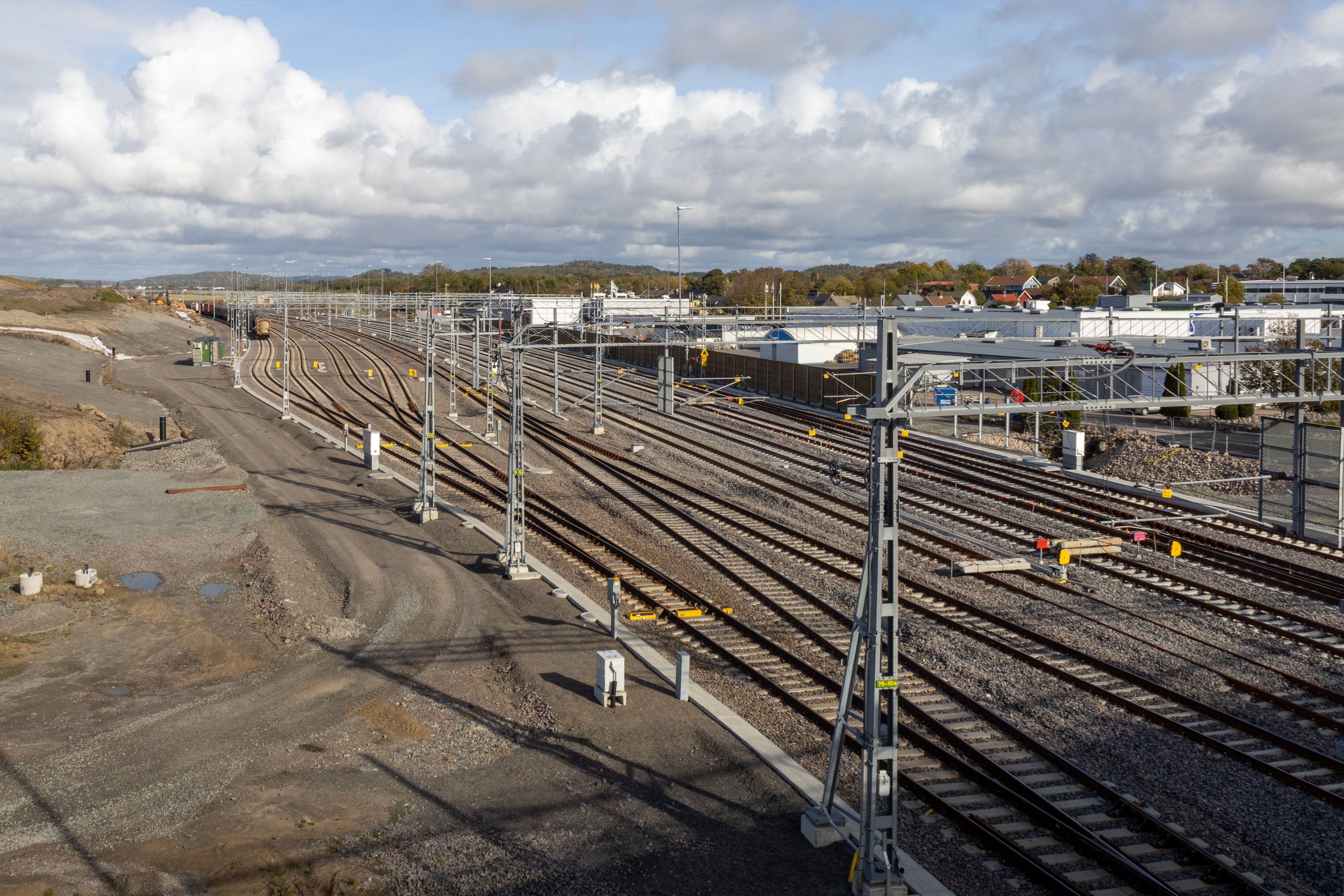
En ny bangård uppfördes norr om Varbergs station.

### Ny bana öster om tätorten
Motståndare till en tunnel organiserade sig i föreningen Östra spåret, och menade att den bästa lösningen vore att dra järnvägen öster om Varberg och bygga en ny järnvägsstation vid Holmagärde. Fördelerna ansågs vara att en järnvägsstation i öster skulle ge lägre byggkostnad, erbjuder högre säkerhet då inga godståg behöver passera genom centrala Varberg, blir bättre tillgänglig för bilåkande invånare i kommunen utanför centralorten, och är anpassad till en förväntad framtida utveckling av järnvägstrafiken. Ett externt stationsläge skulle inneburit cirka 2 kilometer kortare banlängd vilket skulle varit en positiv effekt för genomfartsresenärer, men resenärer till och från Varberg skulle fått en negativ effekt genom en restidsökning kopplat till anslutningsresorna till och från det externa stationsläget.
Nackdelen är att framförallt de som åker kollektivt mellan stationen och slutmålet får längre restid. De skulle kunna tvingas behöva göra ett extra bussbyte i centrum för att nå stationen, om knutpunkten för lokaltrafiken förblir i centrum. Betydligt färre skulle få gångavstånd, vilket är fallet i Falkenberg och andra städer med avsides järnvägsstation. För bilister skulle det inte bli så stor skillnad. Banverket gjorde bedömningen att ett externt stationsläge skulle innebära minskat tåg- och kollektivtrafikresande och ett större bilberoende.
I Varberg skulle en externt placerad station få ett längre avstånd från centrum (4−5 kilometer) i jämförelse med externt belägna Falkenbergs station (2 kilometer), varvid få skulle cykla eller gå, restiden med buss skulle bli längre och kommunen skulle få kostnader för stadsbusslinjer till stationen.

### Behålla enkelspåret
Nollalternativet att behålla enkelspåret ansågs av Banverkets förstudie inte som realistiskt i och med den förväntade trafikökningen allt eftersom fler sträckor på Västkustbanan byggs ut till dubbelspår. Nackdelen med enkelspåret är längre restid, bristande kapacitet, buller för boende och järnvägsövergångar som hindrar biltrafiken.

### Bredda till dubbelspår i ytläge
En variant vore att göra som i många andra städer (såsom Lund, Halmstad, Kungsbacka, Ängelholm och Trollhättan), nämligen att bredda till dubbelspår i befintligt ytläge och förbättra bullerskyddet. Några planskilda övergångar skulle också behövas. Detta förslag skulle lösa problemet för tågtrafiken, men problemet för de lokalboende med buller skulle kvarstå, och det skulle ta upp ännu mer markyta och kräva rivning av vissa byggnader. Utrymme fanns reserverat bredvid det tidigare spåret med två broar över järnvägen förberedda för dubbelspår.